# Тропи
Тропи су регија Земље која окружује Екватор. Ограничен је по ширини Северним повратником на северној хемисфери и Јужним повратником на јужној хемисфери. Тропи се још називају и тропска зона. Тропи укључују све делове Земље у којима се током године Сунце налази у зениту.

## Годишња доба и клима
Многе тропске области имају сува и влажна годишња доба. Влажно годишње доба, кишовито или зелено годишње доба, јесте доба године, када највише просечне годишње количине падавина падне у једном месецу или неколико месеци. Области са влажним годишњим добима су распрострањена у тропима и суптропима. По Кепеновој класификацији климата за тропски појас, влажни месец је дефинисан као месец где просечна количина падавина покрива 60mm или више. Тропске кишне шуме немају сува и влажна годишња доба, пошто је њихова количина падавина једнака целе године. Неке области са израженом кишном сезоном имају „паузу“ у падавинама током средње сезоне када се монсунске кише помере северније током топле сезоне.
Када дође до кишне сезоне током летње сезоне, падавине се углавном излучују у послеподневним и вечерњим сатима. Влажно годишње доба је време када се квалитет ваздуха побољшава, квалитет свеже воде такође, а вегетација расте брже, што доводи до приноса при крају сезоне. Поплаве померају неке животиње у више територије. Едафски фактори умањују хранљиве материје и повећавају ерозију. Учесталост маларије расте у областима где се кишна сезона поклапа са високим температурама. Животиње су прилагођене и имају стратегију за преживљавање влажнијег доба године. Међутим, суво годишње доба доводи до недостатка хране у влажној сезони јер тада усеви тек треба на сазре.
Области у оквиру тропа не морају имати тропску климу. Постоје Алске тундре и врхови прекривени снегом, укључујући Мауна Кеу, Килиманџаро, и Анде. По Кепеновој класификацији климата, многе области унутар географских тропа су класификовани не као „тропски“ већ као „сува“ (пустињска клима или степска клима) укључујући Сахару, Атакаму и Аустралијску пустињу.

## Тропски екосистем
Тропски екосистем се састоји из кишних шума, сувих листопадних шума, трновитих шума, пустиња и других типова станишта. Често постоје значаје области биодиверзитета и ендемске врсте, нарочито у кишним шумама и сувим листопадним шумама. Неки примери важног биодиверзитета и ендемских екосистема су: Ел Јунке у Порто Пику, Костариканска и Никарагванска кишна шума, Венецуеланска и Бразилска Амазонија, Мадагаскарска листопадна шума, Вотерберг у Јужној Африци и источна Мадагаскарска кишна шума. Често су Едафски фактори тропских шума ниски у хранљивим материјама стварајући их рањивим на паљење и крчење шума.
У Биогеографији, тропи су подељени на Палеотропе (Афика, Азија и Аустралија) и Неотропе (Кариби, Централна Америка и Јужна Америка). Заједно се некада називају и Панотропи.